# مراد جبران
مراد جبران (انگلیسی: Mourad Jabrane) بازیکن فوتبال اهل مراکش بود.
وی همچنین در تیم ملی فوتبال مراکش بازی کرده‌است.